# Холбанешти (Вранча)
Холбанешти (рум. Holbănești) насеље је у Румунији у округу Вранча у општини Фитионешти. Oпштина се налази на надморској висини од 234 m.

## Становништво
Према подацима из 2002. године у насељу је живело 232 становника, од којих су сви румунске националности.